# Donovaly
Donovaly (hongrois : Dóval) est un village situé dans la région de Banská Bystrica dans le Nord-Ouest de la Slovaquie. Il est situé sur un col important entre les chaînes de montagnes Veľká Fatra et Starohorské vrchy, sur l'axe routier reliant Banská Bystrica au sud et Ružomberok au nord. Donovaly est l'une des stations de ski slovaques les plus importantes.

## Histoire
Donovaly fut fondée au début du XVIIe siècle, première mention écrite du village en 1618. Pendant la Deuxième Guerre mondiale, Donovaly devint un centre important de la Résistance à l'ennemi allemand.

## Démographie

### Évolution de la population
| Année:               | 1994. | 2004.    | 2014.    | 2024.    |
| -------------------- | ----- | -------- | -------- | -------- |
| Nombre de personnes: | 138   | 153      | 222      | 283      |
| Différence:          |       | +10,86 % | +45,09 % | +27,47 % |

| Année:               | 2023. | 2024. |
| -------------------- | ----- | ----- |
| Nombre de personnes: | 283   | 283   |
| Différence:          |       | +0 %  |

## Tourisme
Donovaly fait partie du Parc national des Basses Tatras situé dans les Carpates occidentales, et abrite l'une des plus grandes et plus réputées stations de ski de Slovaquie. Les pistes de ski sont situées entre 910 et 1 402 m d'altitude, représentent plus de 11 km au total, desservies par 17 remontées mécaniques. Le domaine skiable, réparti des deux côtés de la route, comporte les sous-domaines de Záhradište et de Nová hoľa.
En 2006 fut installée la remontée mécanique Telemix conçue par Poma, France, pour desservir le versant le plus élevé du domaine skiable. Il s'agit d'un télésiège à 6 places doté également de cabines 8 places, un type d'appareil qui permet aux skieurs de choisir comment ils remontent au sommet.
La saison débute traditionnellement fin novembre et finit en général fin mars, quoique le niveau d'enneigement soit souvent limité vers la fin de saison avec un domaine skiable alors réduit.
Donovaly est également réputée pour ses championnats de course de chiens d'attelage, la capacité d'accueil de la station ne permettant alors pas d'héberger les nombreux visiteurs en son sein même.